# Wojskowa prokuratura okręgowa
Wojskowa prokuratura okręgowa – do 4 kwietnia 2016 r. polska wojskowa jednostka organizacyjna prokuratury (jednostka organizacyjna prokuratury w pionie wojskowym).
Wojskowe prokuratury okręgowe tworzył i znosił minister obrony narodowej w porozumieniu z ministrem sprawiedliwości, ustalając ich siedziby i zakres terytorialny działania.
Wojskową prokuraturą okręgową kierował wojskowy prokurator okręgowy, który był prokuratorem przełożonym prokuratorów wojskowej prokuratury okręgowej oraz prokuratorów prokuratur niższego szczebla (wojskowych prokuratur garnizonowych).
     WPG w Gdyni
     >WPG w Bydgoszczy<
     >WPG w Koszalinie<
     WPG we Wrocławiu
     WPG w Szczecinie
     WPG w Poznaniu
     >WPG w Zielonej Górze<
     WPG w Krakowie
     >WPG w Elblągu<
     WPG w Olsztynie
     WPG w Warszawie
     >WPG w Łodzi<
     WPG w Lublinie

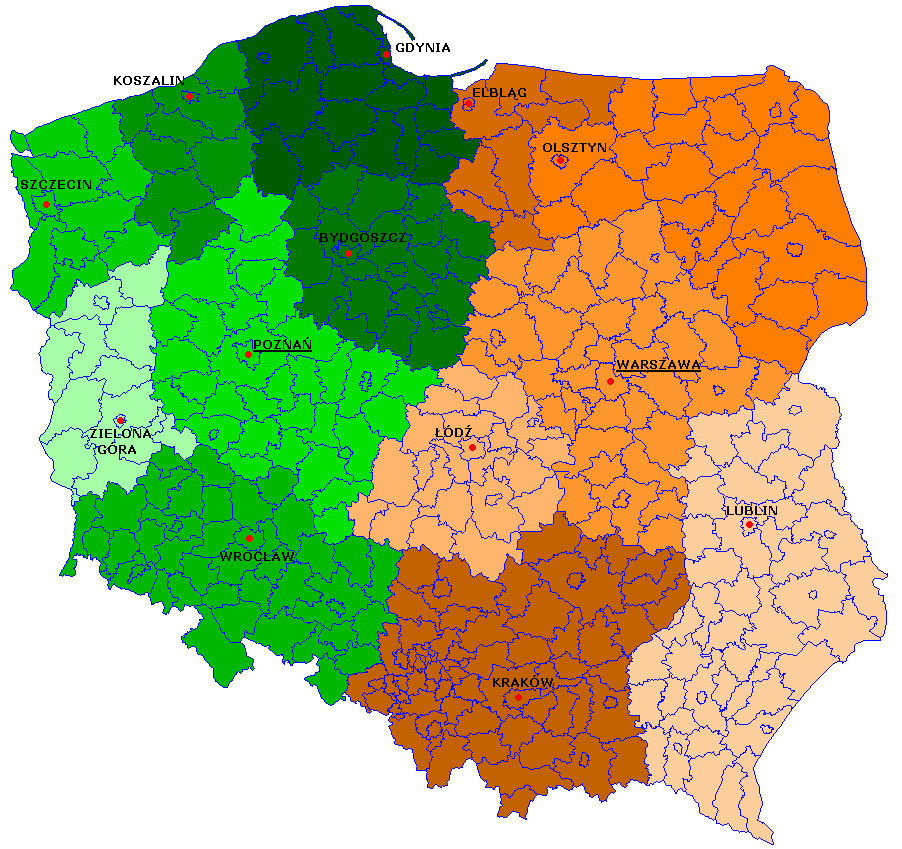
Wojskowe prokuratury garnizonowe podległe WPO w Poznaniu:
WPG w Gdyni
>WPG w Bydgoszczy< zlikwidowana z dn. 31 marca 2013 r.
>WPG w Koszalinie< zlikwidowana z dn. 31 grudnia 2009 r.
WPG we Wrocławiu
WPG w Szczecinie
WPG w Poznaniu
>WPG w Zielonej Górze< zlikwidowana z dn. 31 marca 2013 r.
Wojskowe prokuratury garnizonowe podległe WPO w Warszawie:
WPG w Krakowie
>WPG w Elblągu< zlikwidowana z dn. 31 marca 2013 r.
WPG w Olsztynie
WPG w Warszawie
>WPG w Łodzi< zlikwidowana z dn. 31 grudnia 2009 r.
WPG w Lublinie

Istniały dwie wojskowe prokuratury okręgowe, w Warszawie i Poznaniu.